# Eduard Miloslavić

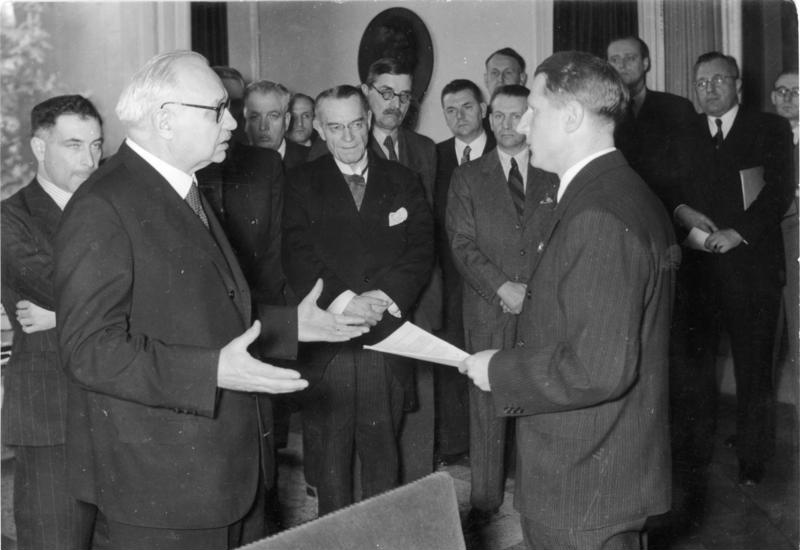
El "Responsable de salud del Reich" Leonardo Conti recibe el informe del internacional la comisión de Katyn el 4 de mayo de 1943. Miloslavić es la 4ª persona por la izquierda.

Eduard Miloslavić (1884–1952) fue un profesor croata-estadounidense de patología.
Hijo de emigrantes croata a los Estados Unidos, nació en Oakland, California. Su padre Luko había emigrado a Estados Unidos desde Župa Dubrovačka (a 10 km de Dubrovnik) a Dubrovnik en 1878. Ese mismo año se casó con Vica Milković. Unos cuantos años más tarde la pareja emigró a los Estados Unidos. La familia entera—Luko, Vica, Eduard y sus hermanos y las hermanas—regresaron a Dubrovnik en 1889, entonces bajo dominio del Imperio austriahúngaro.
Miloslavić Medicina estudió en Viena, donde se convirtió en profesor de patología. En 1920, una invitación de la Universidad de Marquette en Wisconsin le llevó a aceptar la cátedra de patología, bacteriología y medicina forense.
En años subsiguientes "Doc Milo", como le conocían sus compañeros, desarrolló la patología criminal en los Estados Unidos. Como especialista excepcional se vio implicado en investigaciones de delitos perpetratados por la banda de Al Capone . Sea uno de los fundadores de la Academia Internacional de Medicina Forense, miembro de mucho sociedades científicas europeas y americanas y vicepresidente de la Unión Fraternal Croata (CFU) en los Estados Unidos.
En 1932, regresó a Zagreb, ahora bajo Yugoslavia, y logró un puesto de profesor titular en la Facultad de Medicina de la Universidad de Zagreb. También dio clase de medicina pastoral en la facultad de teología en Zagreb y era un ardiente adversario del aborto y la eutanasia. En 1940, fue elegido miembro del prestigioso "Medico-Legal Society" de Londres. En 1941, fue escogido un miembro pleno de la Academia alemana de Ciencias Naturales Leopoldina en Alemania, y nombrado doctor "honoris causa" por la Universidad de Viena, donde había empezado su carrera científica.
Bajo su iniciativa en 1941 se fundó la Facultad de la medicina en Sarajevo bajo el gobierno del NDH.
Durante su tiempo en Zagreb, en 1943, Miloslavić fue invitado por el Gobierno de Alemania Nazi a participar en la comisión de investigación de la masacre de Katyn, la masacre de 12,000 polacos en el bosque  Katyn en 1940. Esta investigación concluyó que la Unión Soviética había sido responsable de la masacre. Según un artículo publicado en Vjesnik el 27 de diciembre de 1992, Miloslavić fue sentenciado a muerte en absentia por el gobierno yugoslavo por su testimonio en esta investigación.
Miloslavić regresó a los Estados Unidos en 1944.